# 루이스 밴 루튼
루이스 밴 루튼(Luis van Rooten, 1906년 11월 29일 ~ 1973년 6월 17일)은 미국의 영화배우, 성우, 작가, 건축가이다.

## 방송
- 선셋 77번가

## 영화
- 선셋 77번가 (1958년)
- 포일라인 (1958년)
- 애즈 더 월드 턴즈 (1956년)
- 애혼 (1955년)
- 마이 페이버릿 스파이 (1951년)
- 형사 이야기 (1951년)
- 신데렐라 (1950년) - 그랜드 듀크 목소리 역
- 서스펜스 (1949년)
- 챔피언 (1949년)
- 스튜디오 원 (1948년)
- 투 더 빅터 (1948년)
- 빅 클락 (1948년)
- 진 호크의 정체 (1948년)